# Premio Bernd Eichinger

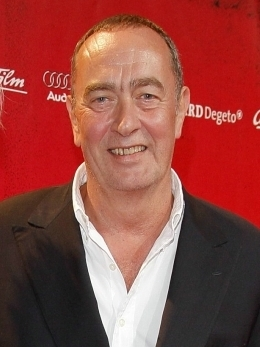
Bernd Eichinger

Il premio Bernd Eichinger (Bernd Eichinger Preis) è un premio cinematografico che viene assegnato dalla Deutsche Filmakademie nell'ambito del Deutscher Filmpreis.
Il premio è stato istituito nel 2012 in ricordo del produttore, sceneggiatore e regista tedesco Bernd Eichinger, morto nel 2011 a Los Angeles, e viene assegnato a singoli individui o intere troupe che come Eichinger dimostrino "la passione artistica, lo spirito di comunità, l'originalità e la capacità di dare un contributo significativo alla cultura cinematografica".
Il premio è assegnato da una giuria composta da sette o nove persone nominate dalla Deutsche Filmakademie insieme alla vedova del produttore Katja Eichinger e sua figlia Nina, nella quale dev'essere presente almeno un membro del consiglio di amministrazione della Deutsche Filmakademie. I vincitori ricevono una regolare statuetta della Lola d'oro.

## Vincitori
- 2012: Michael Herbig
- 2014: Gerhard Meixner e Roman Paul (Razor Film)
- 2016: Stefan Arndt
- 2019: Christian Becker